# Pang
Pang (パン, Pan), també conegut com a Pomping World (ポンピング・ワールド, Ponpingu Wārudo) és un videojoc de màquina recreativa que va ser creat el 1989 per Mitchell Corporation. El llançament nord-americà de Capcom tenia com a títol Buster Bros.. La jugabilitat bàsica és idèntica a una versió del 1983 del joc d'ordinador japonès per a MSX anomenat Cannon Ball (també es va llançar el 1983 per la ZX Spectrum com a Bubble Buster). Cannon Ball va ser realitzada pels editors japonesos d'Hudson Soft, i possiblement va inspirar Mitchell Corp. per realitzar Buster Bros. sis anys més tard.
La trama del joc tracta de dos jugadors, germans anomenats Buster, col·laboren per destruir les bombolles. Els germans han de fer la volta al món destruint unes bombolles saltadores que estan atemorint diverses ciutats de la Terra. La lluita per salvar la Terra comença al Mt. Fuji, Japó on els germans han de passar les tres etapes per poder passar al següent lloc.
La versió Pang, posteriorment va ser convertida a ordinadors personals per Ocean Software el 1990 pel ZX Spectrum, Commodore 64, Amstrad CPC, Commodore Amiga i Atari ST. Est és el mateix que "Buster Bros" excepte pel títol.

## Escenari del joc
Hi ha 50 pantalles en 17 ubicacions: Muntanya Fuji, Muntanya Keirin, el Temple Esmeralda, Angkor Wat, Austràlia, el Taj Mahal, Leningrad, París, Londres, Barcelona, Atenes, Egipte, Kenya, Nova York, Les Ruïnes dels Maies, Antàrtida, i acaba a l'Illa de Pasqua. Totes les localitzacions tenen 3 fases (Matí, tarda i nit), excepte l'Illa de Pasqua que solament té dues (Matí i nit).
Cada localització és un únic fons que mostra el punt més famós de la zona. Cada etapa conté una distribució diferent de blocs, alguns blocs desapareixen (els que són cristalls) després de ser disparats, uns altres no es poden trencar (els que no), i també uns altres que estan ocults i poden contenir bonus.
Les pantalles comencen amb diferent nombre i grandària de boles. La bola es va dividint en els primers tres trets; després de la cambra la bola és el més petita possible i en disparar-li desapareix. Cada jugador comença amb un únic arpó. Quan una bola explota, unes armes especials poden caure de l'explosió. Les altres armes poden ser:
- Un doble arpó que permet fer dos trets alhora. Especialment útil quan hi ha moltes boles petites.
- Un ganxo d'agafament que s'enganxa al sostre o bloc durant un breu període. És especialment útil amb sostres baixos i espais estrets.
- Una pistola d'alt calibre que funciona com una metralladora que permet ràpids trets. Especialment útil amb boles grans.

No hi ha límit de munició en qualsevol arma. Els noms de les armes difereixen de les maneres de joc. Altres bonificacions incloses:
- Una Força de camp. Protegeix al jugador de l'impacte d'una bola.
- Un rellotge de sorra. Disminueix la velocitat de caiguda de les boles.
- Un rellotge. Per a les boles per un curt temps.
- Una vida extra.
- Dinamita. Explota totes les boles que hi ha en boletes diminutes.

En un moment de l'etapa, un aliment baixarà de la part superior de la pantalla i val milers de punts de bonificació. A mesura que avança el joc, els aliments valen més punts.
Si un jugador toca una bola de qualsevol grandària, el jugador mor i tots dos jugadors han d'iniciar la pantalla de nou.
Quan tots dos jugadors toquen una bola al mateix temps, solament el Jugador 1 perd una vida, però això està compensat en certa manera, ja que quan tots dos jugadors arriben a una bonificació simultàniament només el Jugador 1 obtindrà la vida.
Els jugadors comencen amb 3-5 vides depenent d'opcions que es triïn. S'aconsegueixen vides extra quan certs punts totals han estat acumulats. L'etapa finalitza quan totes les boles han estat eliminades per complet. El joc finalitza quan totes les etapes han estat superades amb èxit i el nostre heroic duo passeja en el seu Jeep en el vesprejar d'una platja a l'illa de Pasqua.
En algunes versions posteriors, hi ha més de 17 ubicacions.

## Rebuda
L'original, i les conversions, van ser tots aclamades per la crítica, encara que va rebre bona rebuda la versió de ZX Spectrum, ja que comptava amb sistema multicàrrega. La conversió Commodore 64 estava disponible en cartutx, com va ser el cartutx d'Amstrad GX4000 que eliminava els llargs temps de càrrega.
La versió ZX Spectrum al febrer de 1991 es va adjudicar el 94% en el Your Sinclair i es va col·locar el número 74 en el top 100 oficial de Your Sinclair. Amiga Power van ser fins i tot més entusiastes, publicant-lo com l'11è millor joc de la llista dels 100 millors amb Amiga Format l'abril de 1991 com a vista prèvia de la revista.

## Continuacions
Aquest joc ha deixat diverses continuacions:
- Super Buster Bros (també conegut com a Super Pang 1990)
- Buster Buddies (també conegut com a Pang 3 1995)
- Mighty! Pang (2000).
- Pang: Magical Michael (2013)